# Chijmuni
Chijmuni ist eine Ortschaft im Departamento La Paz im Hochland des südamerikanischen Andenstaat Bolivien.

## Lage im Nahraum
Chijmuni ist zentraler Ort des Cantóns Chijmuni im Municipio Sica Sica in der Provinz Aroma und liegt auf einer Höhe von 3763 m. Nördlich von Chijmuni erstreckt sich die weite Ebene des bolivianischen Hochlandes und zehn Kilometer östlich des Ortes erhebt sich die Serranía de Sicasica, ein nord-südlich ausgerichteter Gebirgsriegel zwischen La Paz und Cochabamba, der bis auf über 4850 m ansteigt.

## Geographie
Chijmuni liegt am östlichen Rand des bolivianischen Altiplano vor der Hochgebirgskette der Cordillera Central. Die Vegetation der Region ist karg, denn in dieser Höhe ist kein üppiges Wachstum mehr möglich. Die Region weist ein ausgeprägtes Tageszeitenklima auf, bei dem die mittlere Temperaturschwankung im Tagesverlauf stärker ausfällt als im Jahresverlauf.
Die Jahresdurchschnittstemperatur der Region liegt bei etwa 11 °C, die monatlichen Werte schwanken nur unwesentlich zwischen 7 °C im Juni/Juli und 13 °C im November/Dezember (siehe Klimadiagramm Belén). Der Jahresniederschlag beträgt niedrige 450 mm, in der ariden Zeit von April bis Oktober liegen die monatlichen Werte unter 25 mm, und nur die Monate Dezember bis Februar weisen stärkere Niederschläge zwischen 80 und 115 mm auf.

## Verkehrsnetz
Chijmuni liegt in einer Entfernung von 142 Straßenkilometern südöstlich von La Paz, der Hauptstadt des gleichnamigen Departamentos.
Von La Paz aus führt die asphaltierte Nationalstraße Ruta 2 in westlicher Richtung nach El Alto, von dort 120 Kilometer nach Süden die Ruta 1 über Sica Sica nach Lahuachaca. Von dort aus führt die Nationalstraße weiter in südöstlicher Richtung zu den Departamento-Hauptstädten Oruro, Potosí und Tarija und nach Bermejo an der argentinischen Grenze. Aus Lahuacacha heraus in südlicher Richtung führt eine unbefestigte Landstraße, die Chijmuni nach neun Kilometern erreicht.
Der Bahnhof Chijmuni liegt an der Bahnstrecke Antofagasta–La Paz.

## Bevölkerung
Die Einwohnerzahl der Ortschaft ist in dem Jahrzehnt zwischen den beiden letzten Volkszählungen auf die Hälfte zurückgegangen:
| Jahr | Einwohner         | Quelle       |
| ---- | ----------------- | ------------ |
| 1992 | keine Detaildaten | Volkszählung |
| 2001 | 369               | Volkszählung |
| 2012 | 184               | Volkszählung |
| 2024 |                   | Volkszählung |

Die Region weist einen hohen Anteil an Aymara-Bevölkerung auf, im Municipio Sica Sica sprechen 90,3 Prozent der Bevölkerung Aymara.